# Chlorissa cloraria
Chlorissa cloraria là một loài bướm đêm trong họ Geometridae.